# Irina Bogdanowa
Irina Aleksandrowna Bogdanowa (ros. Ирина Александровна Богданова; ur. 30 sierpnia 1987) – rosyjska zapaśniczka walcząca w stylu wolnym. Zajęła dziewiąte miejsce na mistrzostwach świata w 2012. Pierwsza na Światowych Igrzyskach Sportów Walki w 2013. Trzecia na mistrzostwach Rosji w 2009, 2010, 2012 i 2014 roku. 